# 6. lahki raketni topniški bataljon zračne obrambe Slovenske vojske
6. lahki raketni topniški bataljon zračne obrambe Slovenske vojske (kratica 6. LRTBZO) je bil bataljon Slovenske vojske, ki zagotavlja zračno obrambo 3. operativnemu poveljstvu Slovenske vojske; bataljon je bil nastanjen v vojašnici Slovenska Bistrica.
Bataljon je bil opremljen s samovoznimi protiavionskimi topovi 20/3 mm M55A4M1- BOV-3.

## Zgodovina
Bataljon je bil ustanovljen 2. julija 2001 iz pripadnikov stalne sestave:
- 38. vojaško teritorialno poveljstvo Slovenske vojske,
- 385. območno vojaško teritorialno poveljstvo Slovenske vojske,
- 1. bataljona 72. brigade Slovenske vojske,
- 74. oklepno-mehaniziranega bataljona Slovenske vojske in
- 2. bataljona 9. raketne brigade Slovenske vojske.

Razpuščen je bil leta 2004 v sklopu preoblikovanja celotne brigade.

## Poveljstvo
Poveljniki
- major Branko Špur (2. julij 2001 - )

## Organizacija
- poveljstvo
- poveljniška baterija
- lahka topniška baterija zračne obrambe (LTBTZO)
- lahka raketna baterija zračne obrambe (LTBTZO)

## Oprema
- LPRS strela-2M
- LPRS igla
- trojni protiletalski top M55A2B1
- enocevni protiletalski top M75